# 2018 en Égypte
Chronologie de l'Égypte
- 2014
- 2015
- 2016
- 2017
- 2018
- 2019
- 2020
- 2021
- 2022

Cet article présente les faits marquants de l'année 2018 en Égypte.

## Évènements
- 15 janvier : estimant que la prochaine élection présidentielle ne sera pas libre, le neveu de l'ancien Raïs, Mohamed Anouar el-Sadate renonce à l’élection présidentielle prévue en mars[1].
- 6 février :  début du conflit gazier de Chypre de 2018. C'est un différend diplomatique concernant la zone économique exclusive (ZEE) de la république de Chypre (en partenariat avec la Grèce et l'Égypte) dans l'est de la Méditerranée, qui commence le 6 février 2018. Le différend suit des remarques faites par le ministre turc des affaires étrangères Mevlüt Çavuşoğlu, rejetant un accord de délimitation des frontières maritimes chypro-égyptien de 2003 et annonçant l'intention du gouvernement turc de mener des explorations gazières dans la région. Les tensions dans la région s'intensifient le 9 février, lorsque la marine turque bloque un navire de forage opéré par la société pétrolière italienne Eni S.p.A., autorisé par le gouvernement de la république de Chypre, d'explorer des réserves de gaz au large de l'île[2].

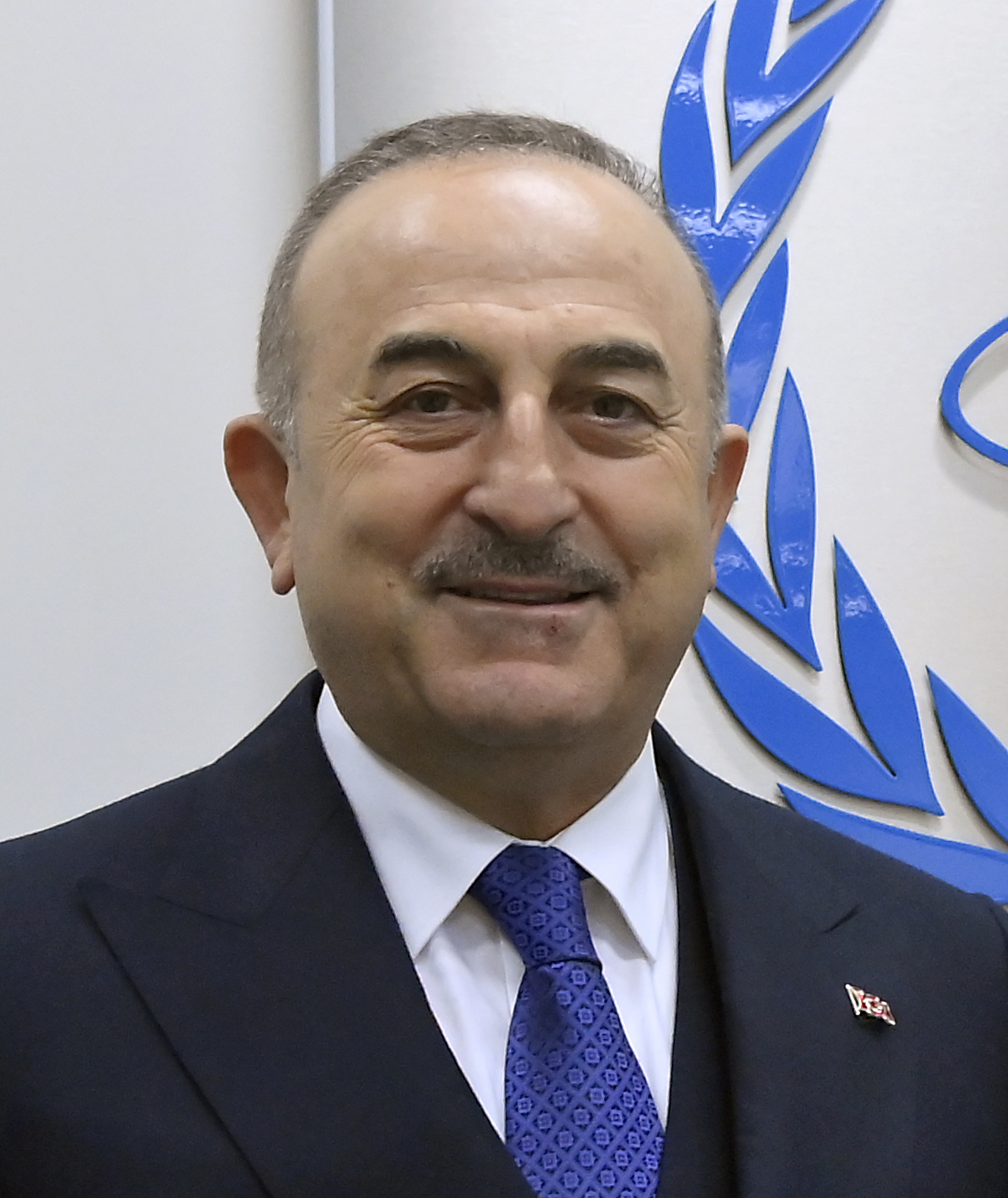
Mevlüt Çavuşoğlu.

- 26 au 28 mars : élection présidentielle en Égypte, Abdel Fattah al-Sissi est reconduit à son poste.
- 3 septembre : découverte à Tal Samara, dans le delta du Nil, d'un village néolithique, potentiellement le plus vieux connu dans la région, (le seul autre village potentiellement plus vieux étant celui de Saïs)[3].
- 2 novembre : un attentat contre des chrétiens coptes, revendiqué par l'État islamique, fait au moins 7 morts[4].
- 28 décembre : l'attaque d'un bus touristique à Gizeh fait 4 morts[5].
- 29 décembre : quarante djihadistes sont tués à Gizeh et dans le nord du Sinaï. Le gouvernement annonce qu'ils « planifiaient une série d’agressions contre le secteur du tourisme, les lieux de culte chrétiens et les forces de sécurité »[6].

## Culture

### Cinéma
- El Badla.
- Karma.
- Yomeddine.

## Sport
- Égypte aux Jeux méditerranéens de 2018.

### Beach soccer
- Coupe d'Afrique des nations de beach soccer 2018.

### Cyclisme
- Championnats d'Afrique de BMX 2018.
- Championnats d'Afrique de VTT 2018.

### Football
- Championnat d'Égypte de football 2017-2018.
- Finale de la Ligue des champions de la CAF 2018.

### Gymnastique
- Championnats d'Afrique de gymnastique aérobic 2018.
- Championnats d'Afrique de gymnastique rythmique 2018.

### Squash
- Black Ball Squash Open 2018.
- El Gouna International féminin 2018.
- El Gouna International masculin 2018.

### Trampoline
- Championnats d'Afrique de trampoline 2018.